# Bruant à oreillons
Emberiza fucata
Espèce
Statut de conservation UICN

 LC  : Préoccupation mineure
Le Bruant à oreillons est une espèce asiatique de passereau appartenant à la famille des Emberizidae.

## Reproduction

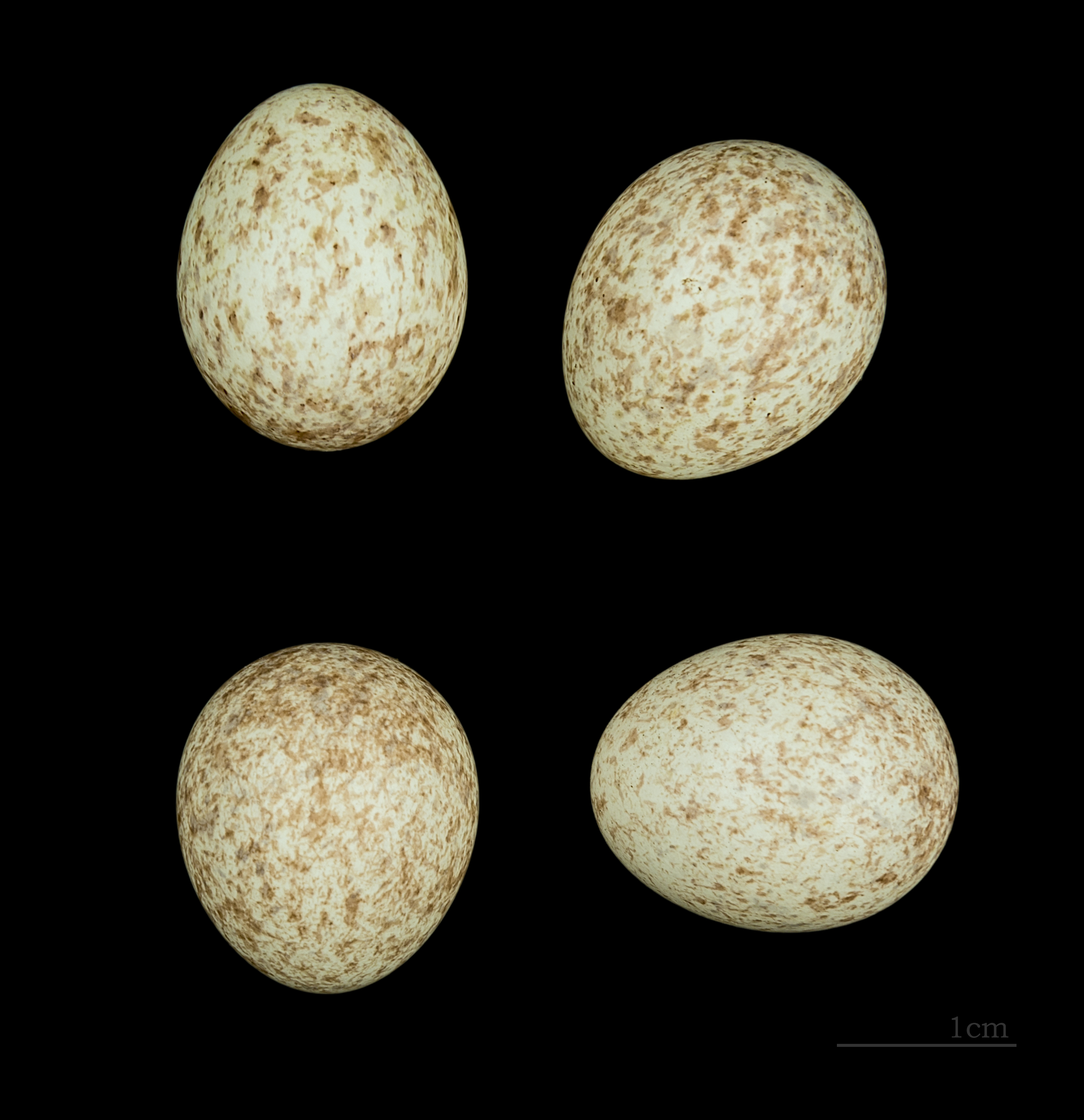
Œufs de bruant à oreillons Muséum de Toulouse

## Systématique
L'espèce Emberiza fucata a été décrite par le zoologiste allemand Peter Simon Pallas en 1776.